# Victor Amaro
Victor Amaro (sinh ngày 31 tháng 1 năm 1987) là một cầu thủ bóng đá người Brasil that hiện tại thi đấu cho Krabi ở Thai League 2.